# X-Wild
X-Wild — немецкая метал-группа, образованная в 1992 году тремя бывшими участниками Running Wild и прекратившая свою деятельность в 1997 году. За период своего существования коллектив выпустил три полноформатных альбома.

## История
Музыкальный коллектив X-Wild был образован тремя бывшими участниками группы Running Wild — гитаристом Акселем Морганом, басистом Йенсом Беккером и барабанщиком Штефаном Шварцманном, после того как последние были уволены из прошлой своей группы Рольфом Каспареком. Вскоре в группу пришёл вокалист Фрэнк Найт и при поддержке фан-клуба группы Running Wild, продолжили свою деятельность под вывеской X-Wild. Дебютный альбом группы вышел в 1994 году стараниями лейбла Tricolor Music и получил название «So What!». Альбом был посвящён памяти Криса Оливы из группы Savatage и содержал 12 композиций в направлении спид-метала.
В 1995 году выходит второй альбом Monster Effect, обложку для которого сделал Майкл Шиндлер. Издание для японского рынка также включало в себя дополнительный бонус-трек — Bodies (кавер-версия одноимённой композиции группы Sex Pistols). После выхода альбома группу покидает барабанщик Шварцманн и продолжает свою деятельность в U.D.O.. На его место приходит Франк Ульрих. В 1996 году выходит концептуальный альбом «Savage Land», повествующий о борьбе добра со злом в вымышленной дикой стране. После выпуска альбома последовало турне в его поддержку, в ходе которого один из организаторов похитил все деньги группы и скрылся. Это событие стало одной из причин распада группы в 1997 году.

## Дальнейшая деятельность участников
- После распада группы Йенс Беккер продолжил свою деятельность в группе Grave Digger.
- Фрэнк Найт был активным членом организации байкеров, а в конце 90-годов участвовал в возрождении своей ранней группы Buffalo. C 2009 году собрал группу Wild Knight, которая исполняет в том числе и репертуар X Wild (название «Wild Knight» носит первая композиция с её второго альбома «Monster Effect»).

## Состав

### Последний состав
- Фрэнк Найт (Frank Knight) — вокал (1992—1996)
- Аксель Морган (Axel Morgan) — гитара (1992—1996)
- Йенс Бекер (Jens Becker) — бас (1992—1996)
- Франк Ульрих (Frank Ullrich) — ударные (1995—1996)

### Бывшие участники
- Штефан Шварцманн (Stefan Schwarzmann) — ударные (1992—1995)
- Райнер Хойбель (Rainer Heubel) — ударные (1995 — Европейский летний тур Monster Effect)

## Дискография
- 1994 — So What!
- 1995 — Monster Effect
- 1996 — Savage Land